# كريتي كهربندا
كريتي خارباندا (بالإنجليزية: Kriti Kharbanda)‏ (مواليد 29 أكتوبر 1990) هي ممثلة وممثلة أفلام هندية معروفة بعملها في أفلام لغة الكانادا والهندية و التيلجو. وقد حصلت على أوسمة من بينها جائزة SIIMA وترشيحان لجائزة فيلم فير في الجنوب. بعد أن بدأت حياتها المهنية كعارضة أزياء ، ظهرت خارباندا في التمثيل لأول مرة في عام 2009 مع فيلم Telugu Boni.

## وصلات خارجية
- كريتي كهربندا على موقع IMDb (الإنجليزية)
- كريتي كهربندا على موقع قاعدة بيانات الأفلام العربية
- كريتي كهربندا على موقع قاعدة بيانات الفيلم (الإنجليزية)